# سرتو بدزد… مرد
سرتو بدزد… مرد (ایتالیایی: Giù la testa... hombre) که با نام‌های دیگری چون خدانگهدار رفقا (Adios Compañeros) و اندکی مرگ (A Fistful of Death) هم شناخته می‌شود، یک وسترن اسپاگتی با کارگردانی دموفیلو فیدانی و نقش‌آفرینی کلاوس کینسکی است که در سال ۱۹۷۱ منتشر شد.

## گزیدهٔ بازیگران
- جک بتس در نقش بوچ کسیدی
- کلاوس کینسکی
- گوردون میچل
- جف کامرون
- جانکارلو پرته
- انتسو پولکرانو
- رنتسو آربوره
- آمریگو کاستریگلا